# Greenfield (Indiana)
Greenfield ist eine City im Bundesstaats Indiana. Sie beherbergt die Bezirksverwaltung (County Seat) des Hancock County. Das U.S. Census Bureau hat bei der Volkszählung 2020 eine Einwohnerzahl von 23.488 ermittelt.

## Geographie
Der Ort am U.S. Highway 40 liegt etwa 40 Kilometer östlich von Indianapolis.

## Partnerstadt
- Kakuda (Japan), seit 1990

## Persönlichkeiten
- George Washington Julian (1817–1899), Politiker
- James Whitcomb Riley (1849–1916), Dichter
- Zeno J. Rives (1874–1939), Politiker
- Mark Dismore (* 1956), Autorennfahrer